# Trichopsenius depressus
Trichopsenius depressus är en skalbaggsart som först beskrevs av Leconte 1863.  Trichopsenius depressus ingår i släktet Trichopsenius och familjen kortvingar. Inga underarter finns listade i Catalogue of Life.